# Husein Yavid
Husein Yavid (en azerí: Hüseyn Abdulla oğlu Rasizadə) fue poeta, escritor y dramaturgo azerbaiyano. Huseyn Yavid, es un representante destacado del romanticismo de la literatura azerbaiyana, asimismo, es reconocido como el fundador del verso romántico nacional y de la tragedia en verso.

## Vida
Husein Yavid nació en la aldea de Shahtajtí del distrito actual de Kangarli de Najichevan en el seno de una familia religiosa. Cursó la primaria en la escuela de molá y la secundaria en la escuela Mektebi-terbiye de M.T.Sidgí, organizada por nuevos métodos (1894-1898). Entre los años 1899-1903 estuvo en Azerbaiyán del Sur y continuó su educación en la medersa Talibiyya de Tabriz. Después de graduarse en el departamento de literatura de la Universidad de Estambul (1909) trabajó como maestro en Najicheván y más tarde en Ganyá y Tbilisi, desde 1915 empezó a ejercer su profesión en Bakú. 
En los peores momentos del totalitarismo de la Unión Soviética, Husein Yavid se negó categóricamente a servir como propagandista de los logros socialistas revolucionarios, alabar a Stalin y a los dueños de Azerbaiyán. Razón por la que fue enviado al exilio a los glaciares de Siberia, Magadán, y el 5 de diciembre de 1941 falleció en la aldea Shevchenko del distrito de Tayset de la región de Irkutsk.

### Creatividad
Husein Yavid es uno de los clásicos que fomentó las mejores tradiciones de la literatura de Azerbaiyán. Miembro fundador del romanticismo progresista de Azerbaiyán en el siglo XX. Autor de versos líricos, poemas lírico-épicos, épicas, dramas y de la primera tragedia en verso en la literatura azerbaiyana.

## Versos

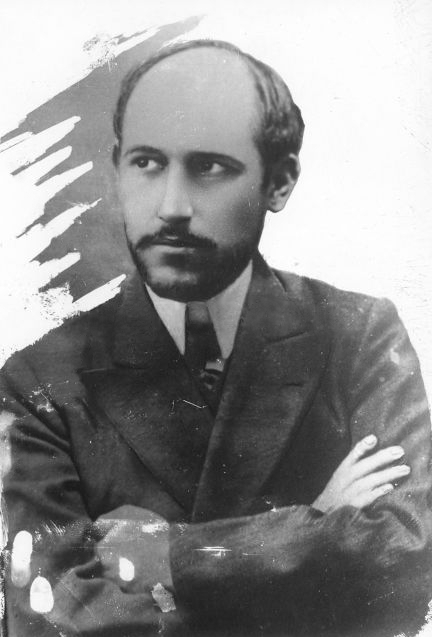
Husein Yavid años en la juventud.

La poesía de Huseyn Yavid está integrada por sus versos y poemas románticos. La contradicción entre lo ideal y la criatura, los pensamientos lírico-filosóficos originados de los sueños dirigidos hacia la búsqueda de una verdad ideal determinan el contenido principal de los versos de Yavid. Inició su creación literaria con gazeles escritos en estilo de lírica clásica, por eso en la lengua de los versos del primer período de su actividad literaria se encuentran composiciones árabe-persas. Sus estudios en Estambul y el aprendizaje profundo de la poesía turca causó, en los años posteriores, la aparición activa de las expresiones con acento de Anadolú en su lenguaje de poesía. 

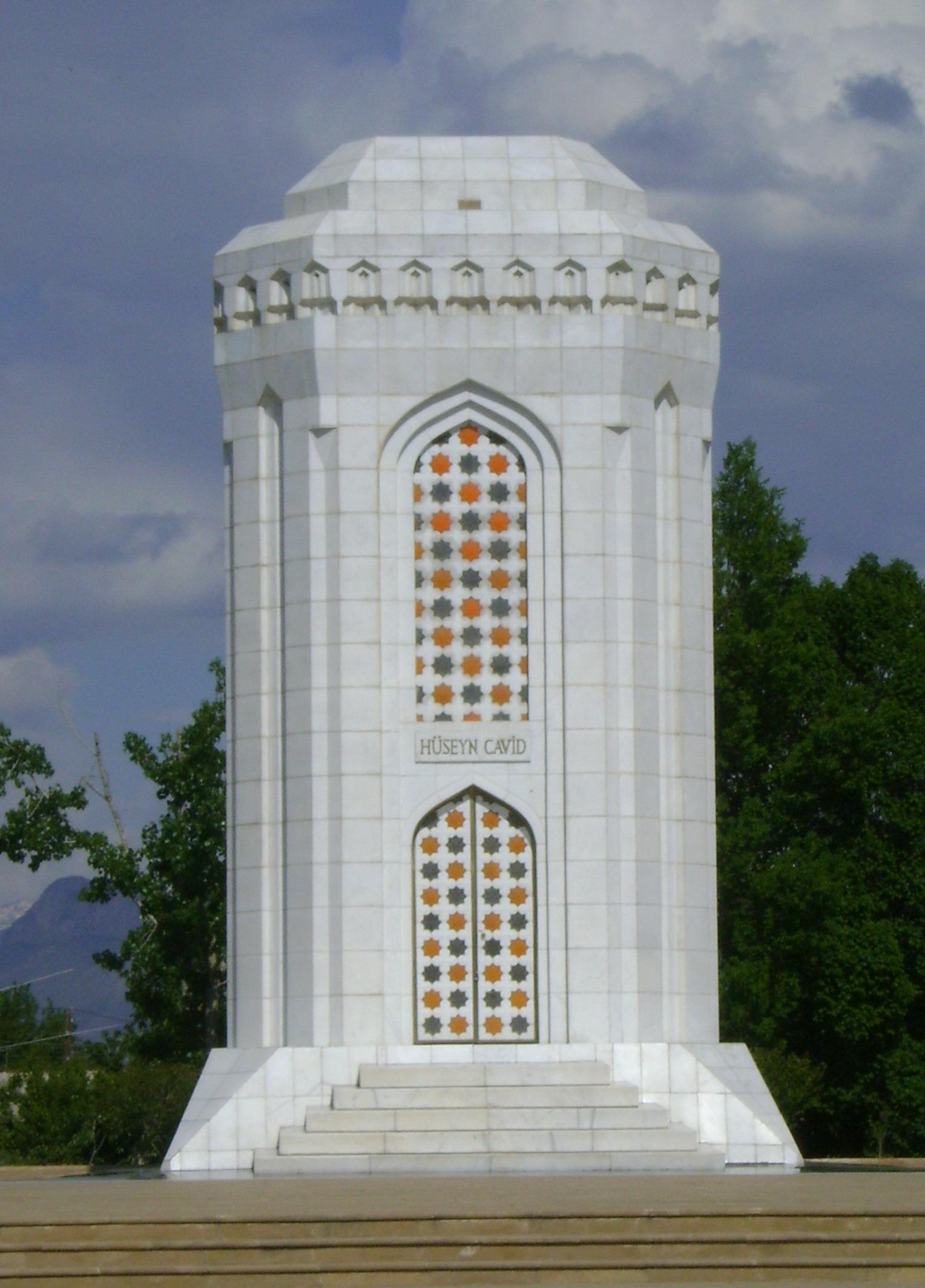
Mausoleo Huseyn Javid en la ciudad de Nakhchivan.

En los versos como El baile, Velo roso, Está durmiendo, Oh, solo tú etc. Fueron escritos en los años de su educación al igual que otros ejemplos recopilados en su primer libro de poesía llamado Los días pasados, en él saltan a la vista ciertos signos del acento de Anadolú. La primera fase de la creación poética de Husein Yavid se distingue, en términos del género, por el doble estilo tradicional. En aquellos años el poeta escribió gazeles en estilo de lírica clásica y goshmás y garaylís en espíritu nacional de ashug. Los versos con radifs son Ve, A mi alma, asimismo, su verso Todo el mundo es hermoso, alegro tiene forma de gazal y otro verso Juraman-juraman es un goshma.
En los versos como El baile, Está durmiendo se observan algunos signos de quintillas y hexámetros. Este carácter propio de la fase primaria de su creación literaria se considera un caso típico del período de búsqueda del estilo individual del poeta. Porque, incluso en la primera fase creativa del poeta es posible observar con relativa facilidad que Yavid escribe versos con un nuevo estilo. La estructura de los versos Yadi mazi, Bir ahi-mazlumane fueron escritos en sus años de estudios en Turquía, contienen alguna originalidad. Los versos, como en la poesía nacional de ashugs, están compuestos por estrofas. 
Pero entre las estrofas se dieron un par de hemistiquios que parecen dísticos en la lírica clásica. Las cuartetas se rimaron con método de rimas cruzadas y los dísticos como masnavís. Estos versos surgieron del cruce de dos – lírica clásica y lírica nacional de ashugs. Ulteriormente se aumentó gradualmente el número de dichos versos de estructura original en la creación de Yavid. 
En los versos como A treinta años, Delante de una pintura, Contemplación del mar los cuartetos se alternan con dísticos que fortalecen y complementan el sentido. Por lo tanto, la búsqueda de formas poéticas tuvo como resultado el descubrimiento de un estilo original en el campo de los géneros. Incluso fue Yavid quién trajo por primera vez algunos géneros, en especial, sonetas, turcús y marchas a la poesía de Azerbaiyán. Los versos del poeta Yo quisiera que, Ánimo, Ríete están escritos en forma de soneto italiano, muy difundidos en Europa. 
Husein Yavid escribió sus versos también en métricas aruz y silábica. El poeta que tenía una actitud creativa hacía ambas métricas trajo cambios significativos efectivos en ellos. Él, aparte de escribir versos en bahrs jafif, hazay, ramal, muytas, muzare, mutegarib de aruz, conocidos en la lírica clásica, también, logró crear un nuevo tipo del bahr hazay. Los investigadores de aruz lo llaman como hazay de Yavid. 
Los monólogos son señales fuertes que caracterizan el estilo romántico-filosófico de Yavid. Los versos, construidos desde el principio hasta el final, de monólogos No te alegres, no te rias, mi cielo, El grito de un alma decepcionada, Está durmiendo, Para los miserables, ¿Por qué? el monólogo en cada estrofa sirve para la expresión poética de una opinión concreta, de una sabiduría profunda. 

### Poemas
El poeta escribió sus primeros versos a principios del siglo XX. La actitud romántica hacia la humanidad y la vida, generalizaciones literarias y filosóficas determinan el propósito principal de estos poemas. En los poemas Bir ahi-mazlumane (1907), Aquí está un recuerdo de un loco (1912), Hubuti-Adán (1913) se reflejaron los pensamientos lírico-románticos mucho más que las descripciones épicas. 
Sólo la descripción de un momento dedicado a la relación entre el profeta Adán y Eva en el poema Hubuti-Adán le permitió al autor proponer opiniones poéticas en el entorno de las desgracias propiciadas por el deseo. El poema más perfecto en cuanto a las ideas creativas en la creación de Husein Javid es la obra de Azer. 
El poeta empezó a escribir el poema aun cuando estaba en Alemania para recibir un tratamiento, y finalmente, lo acabó en 1928. El poema de Azer es una obra de creatividad perfecta que expresa ampliamente el punto de vista de Husein Javid acerca del Occidente y Oriente, asimismo, de Azerbaiyán en los contextos del Este-Oeste.

### Dramaturgía
Huseyn Javid ganó gran fama y se hizo muy popular en la historia literaria gracias a sus obras dramáticas. Es el creador y fundador destacado de la dramaturgía en verso en Azerbaiyán. En su dramaturgía se ven reflejados los problemas universales de gran importancia cultural y sociopolítica. La primera obra dramática del literato es la tragedia en verso La madre (1910). Las piezas del teatro Maral y Sheyda están escritas en prosa. La pieza de Maral (1912) escrita en el contexto de la vida cotidiana refleja las tragedías que el dinero y la riqueza pueden causar en la sociedad.

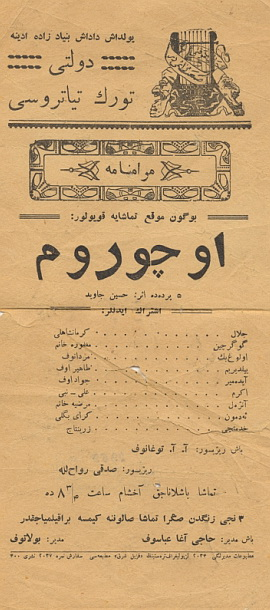
Programa de juego Precipicio juego de Huseyn Javid.

A diferencia de otras obras dramáticas en esta obra Yavid dio un lugar amplio a los asuntos realistas y vitales. En general, aunque la pieza de Sheyda haga manifestaciones rebeldes, sintetiza la tragedia de las personas incapaces de encontrar sus vías reales de lucha. 
En la primera tragedia en verso de la literatura de Azerbaiyán Jeque Sanan (1914) se propuso la idea de una religión universal con el fin de reunir a los pueblos. En este período Husein Yavid había llegado poco a poco a la conclusión de que el derecho no se da, se consigue. Esta obra está en la cima de los dramas románticos de Husein Yavid. 
En la tragedia Iblís (El sataná), que ocupa un lugar significativo en su creación, se generalizaron en la persona de Iblís todas las fuerzas reaccionarias de la época – los partidarios de la filosofía el hombre es el lobo del hombre, los círculos que eran los salvajes culturales del siglo veinte, se maldijeron las guerras invasoras. 
Con la tragedia de Uchurúm (Abismo, 1919) termina la primera parte de la creación de Husein Yavid. En esta obra, cuyo tema fue tomado de la vida de Turquía, el literato muestra las fealdades de la europeización artificial, influencias alienígenas que son incompatibles con la moralidad espiritual de la moralidad filistea de la sociedad secular. 
Las obras El profeta y Timur el cojo tienen un lugar importante no solo en la creación de Husein Yavid, asimismo en su vida personal. En primer lugar, en ambas obras Yavid por primera vez se dirigía a personalidad histórica y a acontecimientos sacados de la historia. 
Y en segundo lugar, el gran escritor abordó el tema histórico desde el punto de vista moderno, lo que creó ciertas complicaciones para él, porque entonces tales casos se interpretaban por los críticos con relación a la sociedad existente.
Yavid fue acusado de idealizar a un conquistador como Timur el cojo y al profeta Muhammad. En realidad, el objetivo del dramaturgo era criticar la tiranía en la obra Timur el cojo y en la El profeta mostrar que el ser humano puede alcanzar hasta el rango de santidad. 
En su drama Knyaz (1929) Yavid se acerca más al modernismo. En este aspecto, la tragedia Knyaz suscita gran interés como una obra que refleja el nuevo ánimo en la creación de Yavid. El autor logró a generalizar hábilmente la tragedia del knyaz y de su familia que huyeron a Europa, asustados por los truenos revolucionarios. En 1932 Yavid participó en la competición celebrada con motivo del aniversario milenio del nacimiento del célebre poeta iraní Ferdousí y terminó la tragedia de Siyavush. La obra fue escrita basándose en los motivos de la leyenda Shahname de Ferdousí. 
Sin embargo, Yavid no repitió a Firdovsí y a diferencia de Shahname creada con base en la descripción de la confrontación entre Irán y Turán, él habló de mitigar las barreras en el camino de la mejora de las relaciones. En el drama Jayam Yavid describió a un héroe romántico en persona del gran poeta y pensador Omar Jayam. 

### Galería

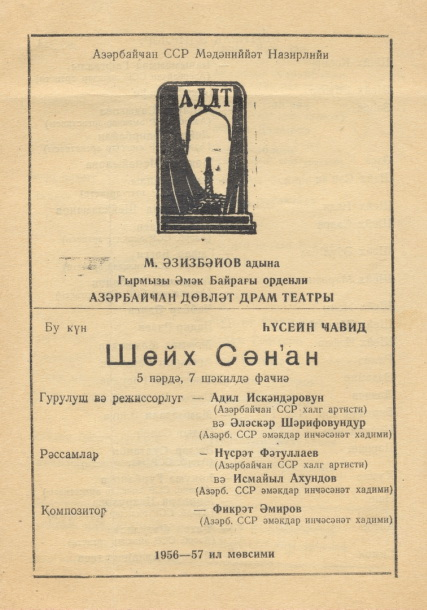
Cartel del juego Sheykh Sanan. Teatro Académico Estatal de Drama de Azerbaiyán.
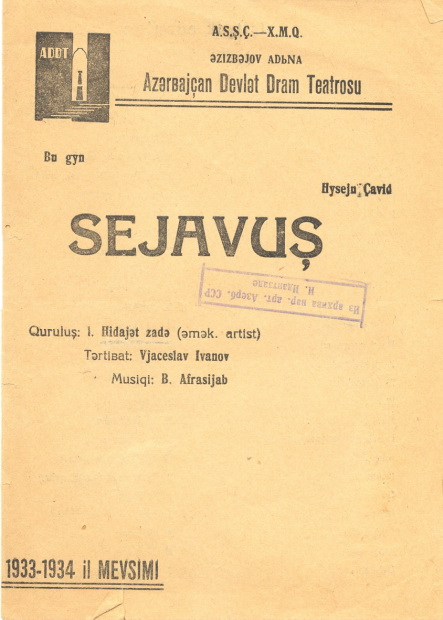
Programa de Seyavash. Teatro Académico Estatal de Drama de Azerbaiyán.
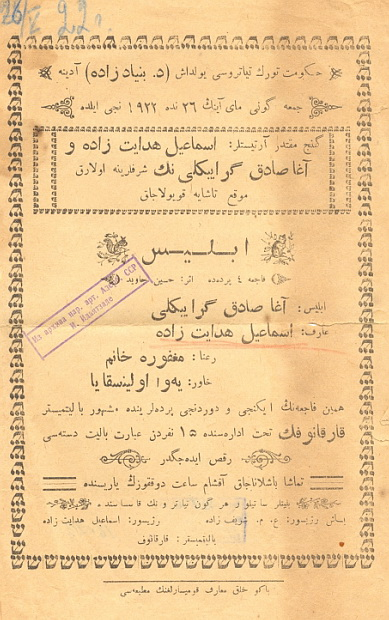
Cartel del juego Devil. Teatro Académico Estatal de Drama de Azerbaiyán.